# Радошевка
Радошевка (укр. Радошівка) — село в Изяславском районе Хмельницкой области Украины.
Население по переписи 2001 года составляло 1679 человек. Почтовый индекс — 30330. Телефонный код — 3852. Занимает площадь 6,837 км². Код КОАТУУ — 6822186001.

## Местный совет
30330, Хмельницкая обл., Изяславский р-н, с. Радошевка, ул. Ленина, 19